# Pentila mylothrina
Pentila mylothrina är en fjärilsart som beskrevs av Butler 1888. Pentila mylothrina ingår i släktet Pentila och familjen juvelvingar. Inga underarter finns listade i Catalogue of Life.